# قاعدة الريان
قاعدة الريان هي قاعدة عسكرية تركية في دولة قطر تم إنشائها بموجب توقيع اتفاقية تعاون عسكري في 28 أبريل 2014 بين وزارة الدفاع القطرية ووزارة الدفاع التركية، يتواجد في القاعدة 90 جنديا تابعين لفرقة طارق بن زياد التركية برفقة مدرعاتهم، وتستوعب القاعدة 3000 جندي. بحيث تكون مقرّا لتدريبات عسكرية مشتركة بين الجيش التركي والجيش القطري. وستكون متعدّدة الأغراض  وأقر البرلمان التركي الاتفاقية بشكل عاجل خلال الأزمة الخليجية 2017، وطلبت كل من المملكة العربية السعودية والإمارات العربية المتحدة ومملكة البحرين من دولة قطر غلق القاعدة العسكرية التركية وانهاء التعاون العسكري مع تركيا.

## الخلفية التاريخية
ياتي تاسيس القاعدة عام 2014 عندما وقّعت قطر مع تركيا اتفاقية التعاون العسكري والصناعات الدفاعية التي تتضمن إنشاء قاعدة عسكرية تركية على أراضيها في نهاية عام 2014، والذي بدا كجزء من تتابعات أزمة سحب سفراء كل من المملكة العربية السعودية والإمارات العربية المتحدة ومملكة البحرين في مارس/آذار 2014، ونصت الاتفاقية على إمكانية نشر متبادل لقوات برية تركية على الأراضي القطرية وقوات برية وجوية قطرية على الأراضي التركية.